# Antonio Paulo Vogel
Antonio Paulo Vogel de Medeiros (Rio de Janeiro, 1973) é um economista e advogado brasileiro.

## Biografia
Segundo a sua biografia no portal do Ministério da Educação, Vogel possui graduação em Economia pela Universidade Federal do Rio de Janeiro (UFRJ), em Direito pela Universidade de Brasília (UnB), e pós-graduação em Administração Financeira pela Fundação Getulio Vargas (FGV).
Vogel ingressou no setor público em 1998, tendo ocupado cargos em diversas capitais do país. Atuou como Diretor de Investimentos da RioPrevidência, trabalhou como secretário-adjunto de Finanças e Desenvolvimento Econômico na gestão de Fernando Haddad na prefeitura de São Paulo, como secretário de Gestão Administrativa na gestão de Rodrigo Rollemberg no governo do Distrito Federal e ocupou cargos dentro do Ministério do Planejamento no governo de Michel Temer.

### Ministério da Educação
Foi nomeado para o cargo de secretário executivo do Ministério da Educação (MEC) no dia 10 de abril de 2019, dois dias depois de Abraham Weintraub ocupar a titularidade da pasta. Após a saída de Weintraub, o cargo de ministro da educação passou por um período de vacância de 20 de junho até 16 de julho de 2020, dia em que Milton Ribeiro foi empossado no cargo; durante esse tempo, Vogel exerceu as funções de ministro na condição de substituto.
Antonio Paulo Vogel foi exonerado do cargo de secretário executivo do MEC no dia 22 de julho de 2020, poucos dias após a posse de Milton Ribeiro, e foi substituído por Victor Godoy Veiga. Ele já anunciou que iria deixar o cargo em dois dias antes da posse de Ribeiro e disse que a decisão foi consensual e tomada em conjunto com ele. No mesmo dia da sua exoneração, foi nomeado para um cargo no Ministério da Casa Civil.